# George Thibaut
George Frederick William Thibaut, eigentlich Georg Friedrich Wilhelm Thibaut, (* 20. März 1848; † 1914) war ein deutsch-britischer Indologe.
Thibaut kam aus Deutschland und war ab 1871 Assistent des Indologen Friedrich Max Müller in England (Oxford). Er war in Indien ab 1875 Professor am Benares Hindu College (Government Sanskrit College, Benares bzw. Varanasi), von 1879 bis 1888 als Direktor, und von 1888 bis 1895 am Muir College in Allahabad.
In Benares (Varanasi), einem alten Zentrum indischer Gelehrsamkeit, arbeitete er nicht nur mit einheimischen Gelehrten zusammen, sondern wurde auch beispielsweise von Richard von Garbe besucht.
Von ihm stammt eine kritische Ausgabe der Rigveda und der Brahma-Sutra (Vedanta Sutren) mit den Kommentaren von Shankara und Ramanuja (1890, 1896, 1904, 3 Bände im Rahmen der Sacred Books of the East von Müller, Oxford University Press). Außerdem schrieb er über Mathematik und Astronomie in Indien, zum Beispiel gab er von 1875 bis 1877 die Baudhayana-Sulbasutra mit englischer Übersetzung und Kommentar heraus, eines der ältesten Dokumente zur indischen Mathematik, und er gab 1888 die astronomische Sammlung Pancha-Siddhantika von Varahamihira (6. Jahrhundert) mit dem Bibliothekar und später Mathematik- und Astrologielehrer am Government Sanskrit College Sudhakara Dvivedi (1855–1910) heraus.
Er gründete die Zeitschrift Pundit, in der alte Sanskrittexte und Übersetzungen veröffentlicht wurden.
Nach Radha Charan Gupta spielte er die bedeutendste Rolle unter Gelehrten in Indien im letzten Viertel des 19. Jahrhunderts in der Mathematikgeschichte.

## Schriften
- Astronomie, Astrologie und Mathematik, Grundriss der indo-arischen Philologie und Altertumskunde, Band 3, Heft 9, Straßburg, Trübner, 1899, Archive

Herausgabe und Kommentar:
- Vedanta Sutras, Band 1, Project Gutenberg, Archive
- Vedanta Sutras, Band 2, Archive
- Vedanta Sutras, Band 3, Project Gutenberg und bei Archive
- Herausgeber mit Sudhakara Dvivedi: The Panchasiddhantika of Varaha Mihira, Chowkhamba Sanskrit Studies 68, Varanasi, 2. Auflage 1968 (zuerst 1888)